# بخش مرکزی شهرستان گنبد کاووس
بخش مرکزی شهرستان گنبد کاووس یکی از بخش‌های شهرستان گنبد کاووس در استان گلستان ایران است.

## تقسیمات کشوری
- بخش مرکزی شهرستان گنبد کاووس
  - دهستان آق‌آباد
  - دهستان باغلی ماراما
  - دهستان فجر
  - دهستان سلطانعلی

شهر: گنبد کاووس

## جمعیت
بنابر سرشماری مرکز آمار ایران، جمعیت بخش مرکزی شهرستان گنبدکاووس در سال ۱۳۸۵ برابر با ۲۶۵۵۱۴ نفر بوده‌است.